# Whisper
"Whisper" je pjesma sastava Evanescence s njihova albuma Fallen, ali se nalazi i u različitim verzijama na njihovu demoalbumu Sound Asleep EP i Anywhere but Home.